# Live Cream
Albums de Cream
Best of Cream
(1969) Live Cream Volume II
(1972)
Live Cream (ou Live Cream vol. 1) est une compilation essentiellement live de Cream sortie en 1970. L'album comprend des titres enregistrés en concert en 1968 et Lawdy Mama enregistrée en studio en 1967. La partie instrumentale de Lawdy Mama est construite sur la même progression d'accord que Strange Brew avec des paroles et un solo de guitare différents.

## Liste de chansons
| 1. | N.S.U.           | Bruce                                  | 10 mars 1968, Winterland, San Francisco           | 10:15 |
| 2. | Sleepy Time Time | Bruce, Janet Godfrey                   | 9 mars 1968, Winterland, San Francisco            | 6:52  |
| 3. | Lawdy Mama       | traditionnel, arrangement Eric Clapton | sessions d'enregistrement de Disraeli Gears, 1967 | 2:46  |

| 1. | Sweet Wine           | Ginger Baker, Godfrey | 10 mars 1968, Winterland, San Francisco  | 15:16 |
| 2. | Rollin' and Tumblin' | McKinley Morganfield  | 7 mars 1968, The Fillmore, San Francisco | 6:42  |

## Personnel
- Jack Bruce - basse, chant, harmonica
- Eric Clapton - guitare, chant
- Ginger Baker - batterie, percussions, chant